# Shark Killer
Shark Killer è un film del 2015 diretto da Sheldon Wilson.

## Trama
Uno squalo di grandi dimensioni ha mangiato un prezioso diamante e Chase Walker viene chiamato dal fratello Jake per uccidere lo squalo e recuperare il diamante. Chase partirà per la missione insieme a Jasmine la fidanzata del fratello, la quale verrà rapita da una banda criminale.